# Torm
Torm (deutsch: Sturm, Kennung: PVL 105) ist ein 1966 gebautes Schnellboot, das heute in Tallinn als Museumsschiff liegt.

## Geschichte
Das Schnellboot der Storm-Klasse Torm wurde im Jahr 1966 unter dem Namen Arg (P968) in den Dienst der norwegischen Marine gestellt. Vom 16. Dezember 1994 bis zum 2. April 2008 war es ein Patrouillenboot der estnischen Grenzschutzkräfte. Heute ist Torm ein Museumsschiff des Estnischen Meeresmuseums und befindet sich im Tallinner Wasserflugzeughafen.